# Елена Донт
Елена Донт (народилася 27 березня 1998) — бельгійська футболістка, яка грає за жіночу збірну Бельгії з футболу та голландську команду «Ередевізі» «Твенте».

## Клубна кар'єра
З 2013 по 2015 роки Донт виступала за бельгійський Гент у BeNe Лізі. Після розпуску BeNe Ліги вона продовжила грати за Гент у бельгійській жіночій Суперлізі. У 2020 році Донт оголосила про перехід до нідерландського клубу Ередивізі — Твенте. Вона була однією з шести гравців, які покинули «Гент». Донт зламала колінну чашечку під час матчу з ПСВ у листопаді 2020 року. До кінця сезону вона вибула через травму. У березні 2022 року вона виступила за молодіжну команду Твенте, а наступного місяця вона вперше зіграла за основну команду, починаючи з 2020 року

## Міжнародна кар'єра
Донт виступала за молодіжну жіночу збірну Бельгії віком до 17 років, молодіжну жіночу збірну Бельгії до 19 років і за основну команду.
У 2019 році Донт забила за Бельгію у матчі проти Республіки Ірландії, посприявши перемозі 1:0, а також гол у матчі проти Нігерії на Кубку Кіпру серед жінок 2019 року, який теж закінчився з рахунком 1:0. У 2020 році Донт була запрошена до складу на Кубок Алгарве. Вона була включена до попередньої збірної з 33 гравців на Євро-2022 серед жінок і чотири рази виступала на турнірі.

## Особисте життя
Донт родом із Заффеларе, Бельгія. Також Елена є амбасадором Королівської бельгійської футбольної асоціації з питань жіночого футболу.

## Кар'єрна статистика
Статистика станом на 6 жовтня 2022 року
| Національна команда | Рік      | Виходи на поле | Голи |
| ------------------- | -------- | -------------- | ---- |
| Бельгія             | 2018 рік | 1              | 0    |
| Бельгія             | 2019 рік | 12             | 2    |
| Бельгія             | 2020 рік | 6              | 1    |
| Бельгія             | 2021 рік | 0              | 0    |
| Бельгія             | 2022 рік | 10             | 0    |
| Всього              | Всього   | 29             | 3    |

Поле результат показує кінцевий результат зустрічі, а поле рахунок підказує яким став рахунок на табло після голу Донт
| Ні. | Дата              | Місце проведення                               | Суперник | Рахунок | Результат | Турнір                           |
| --- | ----------------- | ---------------------------------------------- | -------- | ------- | --------- | -------------------------------- |
| 1   | 20 січня 2019 р   | Pinatar Arena, Сан-Педро-дель-Пінатар, Іспанія | Ірландія | 1 –0    | 1–0       | Товариський матч                 |
| 2   | 4 березня 2019 р  | Стадіон GSZ, Ларнака, Кіпр                     | Нігерія  | 1 –0    | 1–0       | Кубок Кіпру серед жінок 2019     |
| 3   | 18 вересня 2020 р | Den Dreef, Левен, Бельгія                      | Румунія  | 5 –1    | 6–1       | Кваліфікація ЧЄ-2022 серед жінок |